# Justine Odong Latek
Justine Odong Latek foi um brigadeiro ugandês que serviu no Exército de Libertação Nacional do Uganda durante a Guerra Civil de Uganda e mais tarde liderou o Exército Democrático do Povo de Uganda durante a Guerra de Uganda de 1986–1994.

## Biografia
Odong Latek foi um veterano do Kikosi Maalum que continuou seu serviço militar no Exército de Libertação Nacional do Uganda (Uganda National Liberation Army, UNLA) após a Guerra Uganda-Tanzânia. Ele ascendeu a capitão até que o presidente Milton Obote foi deposto por partes do UNLA no golpe de Estado de 1985. Sob o novo presidente Tito Okello, Odong Latek foi promovido a brigadeiro e colocado no comando de Gulu.
Após a vitória do Exército de Resistência Nacional (National Resistance Army, NRA) de Yoweri Museveni e o colapso do regime de Okello em 1986, Latek formou o Exército Democrático do Povo de Uganda (Uganda People's Democratic Army, UPDA). Em 16 de agosto de 1986, este grupo armado iniciou ataques contra unidades do Exército de Resistência Nacional em Acholiland. No entanto, o UPDA não conseguiu arrancar o controle dos centros populacionais do NRA. Após uma reunião com o Exército de Resistência Nacional em 21 de Março de 1987, o General Salim Saleh foi para a base do UPDA e encontrou-se com Latek, que teria declarado o seu apoio ao acordo de paz. No entanto, em maio, o UPDA substituiu Latek por Angelo Okello, que havia sido comandante da Divisão Um do Exército Democrático do Povo de Uganda em Gulu. Okello assinou um acordo de paz em 3 de junho de 1988. Um relatório de 1997 afirma que Latek e várias unidades do UPDA leais a ele não participaram das negociações de paz por conselho do braço político da organização em Londres.
Latek e seus seguidores juntaram-se ao Exército de Resistência do Senhor (Lord's Resistance Army, LRA) para continuar lutando. Segundo declarações de um comandante do LRA capturado, em setembro de 1987, Latek se reuniu com o líder do LRA, Joseph Kony, que nomeou Latek como comandante militar geral. No entanto, de acordo com um antigo confidente próximo de Kony, Odong Latek e um grupo dos seus seguidores estavam a relaxar numa parte isolada do distrito de Kitgum quando foram surpreendidos pelas forças de Kony. Eles foram presos, e Kony garantiu aos ex-combatentes do UPDA que não seriam feridos. Odong Latek foi então "convidado" a juntar-se à força de Kony.
Em novembro de 1989, Odong Latek foi morto quando o Exército de Resistência Nacional atacou um acampamento rebelde em Pawic, no condado de Palabek, distrito de Lamwo.

## Nota
- Este artigo foi inicialmente traduzido, total ou parcialmente, do artigo da Wikipédia em inglês cujo título é «Justine Odong Latek».

### Obras citadas
- Lamwaka, Caroline (2016). The Raging Storm: A Reporter's Inside Account of the Northern Uganda War 1986-2005. Kampala: Fountain Publishers. ISBN 978-9970-25-221-3